# Fitxer temporal
Un fitxer temporal d'Internet és una mena de fitxer informàtic que s'arxiva a la carpeta de fitxers de sistema temporals d'Internet. Aquesta carpeta s'utilitza com a memòria cau (memòria caché en francès i en anglès) per a les pàgines web visitades per l'usuari d'Internet. Això permet al navegador web trobar de forma més ràpida les pàgines visitades anteriorment quan es desitja visitar-les una altra vegada.

## Funcionament
Cada vegada que un usuari baixa una pàgina d'Internet mitjançant un navegador, tots els fitxers utilitzats per carregar la pàgina són copiats en una carpeta de fitxers temporals (.tmp) d'Internet ubicada al disc dur de l'ordinador. La propera vegada que l'usuari vulgui carregar la mateixa pàgina, els fitxers necessaris per fer-ho s'obtindran de la carpeta del nostre disc dur, això accelera i fa més fàcil la nova càrrega de la pàgina.
Malgrat l'adjectiu «temporal» contingut en l'expressió «fitxers temporals d'Internet», aquests fitxers romanen en el disc dur fins que l'usuari els esborra manualment o fins que s'esborren automàticament pel navegador quan manca espai per emmagatzemar nous fitxers temporals de noves pàgines web. Els fitxers temporals d'Internet poden romandre a la memòria cau durant dies o setmanes abans de ser eliminats per noves pàgines web. Hom considera la persistència d'aquests fitxers un atemptat contra la vida privada si altres persones poden accedir al mateix ordinador, llegir la memòria cau i conèixer les pàgines web que van ser visitades per l'usuari anterior.
El contingut dels fitxers temporals d'Internet és indexat en una base de dades enregistrada al fitxer index.dat. Aquests fitxers s'ubiquen habitualment, sota sistema operatiu Windows a la carpeta «C:/Documents and Settings/Nom de l'usuari/Local Settings/Temporary Internet Files». La ubicació de la carpeta pot ser modificada per l'usuari del navegador.